# Tuerie de Liège
Ne doit pas être confondu avec l'attaque du 29 mai 2018 à Liège.
La tuerie de Liège s'est déroulée au centre de la ville belge de Liège le 13 décembre 2011. Menée au moyen de grenades et d'un fusil d'assaut de type FN FAL, sur la place Saint-Lambert, aux abords du marché de Noël, sur le temps de midi, elle est perpétrée par un homme de 33 ans, du nom de Nordine Amrani, qui se donne ensuite la mort. Le bilan de la tuerie fait état de 5 décès, parmi lesquels ceux d'un garçonnet de 17 mois, de deux adolescents de 15 et 17 ans   
morts le jour même, ainsi que d'une dame de 75 ans et d'un jeune homme de 20 ans décédés dans les jours suivants, auxquels il faut ajouter un premier meurtre précédant les évènements. 125 blessés sont également dénombrés.
La ville est le théâtre de scènes de panique auxquelles font progressivement place stupeur et émotion, occasionnant le déplacement des autorités royales et gouvernementales ainsi que les messages de soutien de diverses personnalités nationales et internationales.

## Description des évènements

### La tuerie

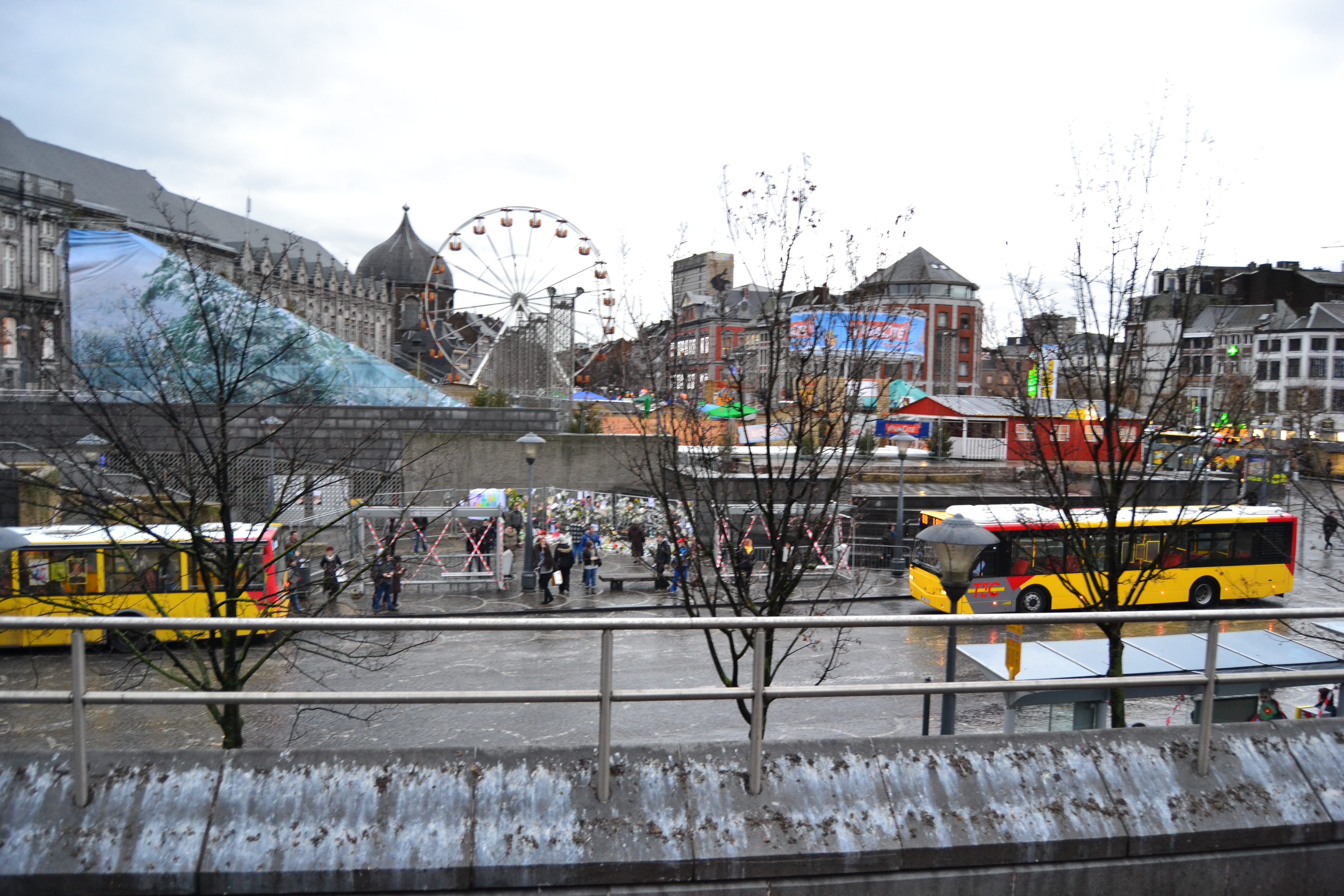
Vue d'un des lieux de la tuerie, vu depuis la plateforme où se trouvait le tueur, et où il a été retrouvé mort après la tuerie

La tuerie se déroule le 13 décembre 2011 de 12 h 33 à 12 h 40 sur la place Saint-Lambert, place centrale de la ville autour de laquelle se concentrent de nombreux commerces, administrations et arrêts de bus, fort fréquentés à cette heure, particulièrement par de jeunes étudiants en période d'examens. Le tueur, qui réside non loin de là, prend position sur une plate-forme surplombant la place et plus particulièrement une série d'abribus. Selon divers témoignages, le meurtrier, qui semble très maître de ses actes, jette plusieurs grenades – probablement trois – vers les arrêts de bus en contrebas puis vide le chargeur d'une arme de type fusil automatique léger en direction de la foule, essayant d'atteindre le plus de gens possible. Blessé par une quatrième grenade, il s'empare d'un revolver et se suicide, bien que cet élément ne soit pas encore clair.
Pendant plusieurs heures, la rumeur publique fait état d'un nombre indéterminé de tireurs ce qui crée une confusion qui gagne de larges parties de la ville. Des scènes de panique et de mouvements de foules se multiplient ; les forces de l'ordre et les forces spéciales – déployées en nombre, tant en civil qu'en uniforme – enjoignent alors aux passants de s'abriter dans les commerces et de ne pas en sortir. De la même manière, les écoles du centre-ville et le Palais de Justice ferment leurs portes afin que personne ne sorte, alors que les transports en commun sont détournés du centre-ville dont un large périmètre est interdit d'accès par la police. Les réseaux de téléphonie mobile sont saturés tandis que les réseaux sociaux se répandent en nouvelles contradictoires. La situation ne rentre dans l'ordre qu'en fin d'après-midi mais les abords de la place Saint-Lambert demeurent inaccessibles jusqu'en soirée pour les besoins de l'enquête.

### Le tueur

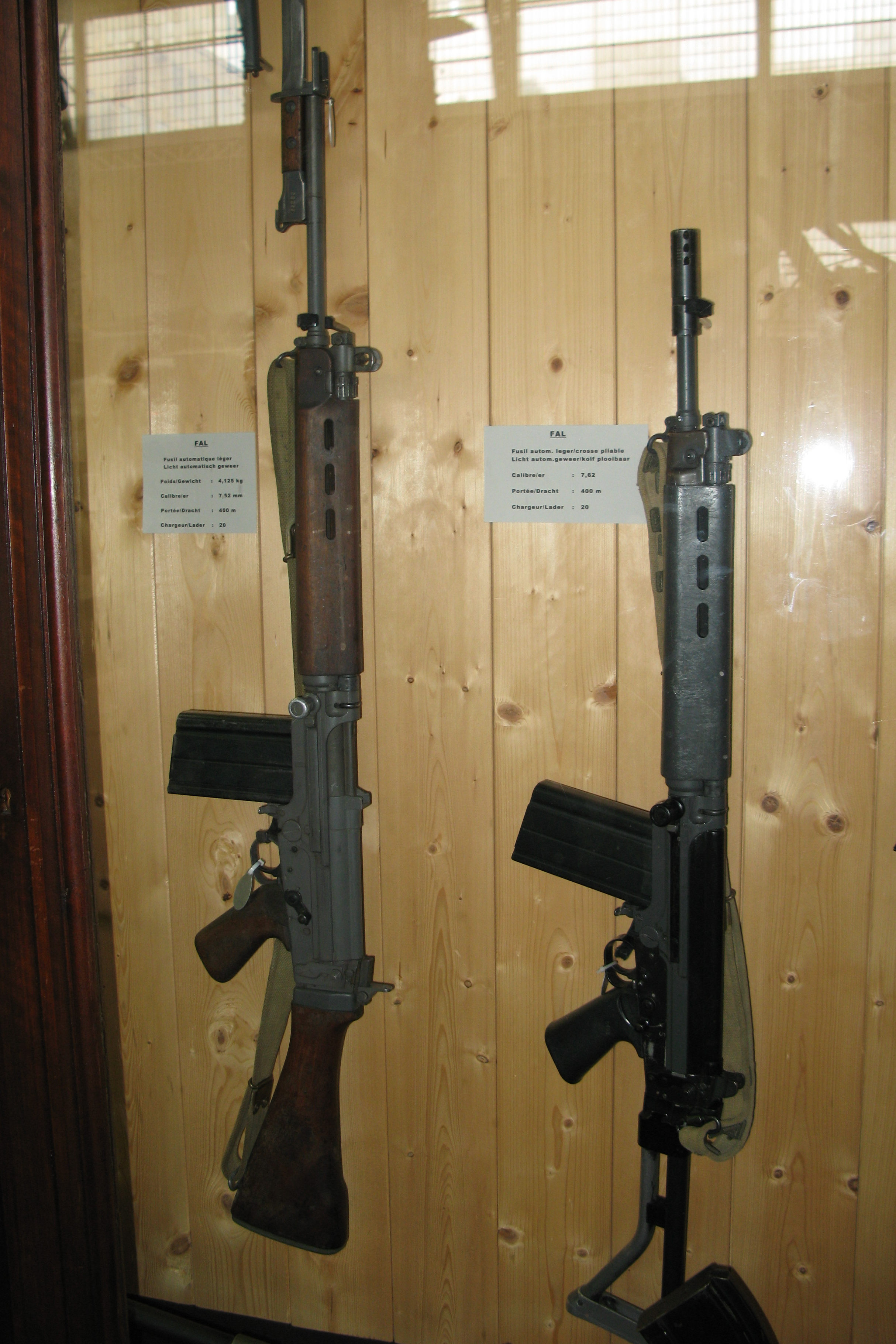
Fusil et carabine de type FN FAL.

Le tueur, Nordine Amrani, est un Liégeois d'origine marocaine né le 15 novembre 1978 à Ixelles. Il se trouve alors en liberté conditionnelle, ayant été condamné en 2008 par le tribunal de Liège à 58 mois de prison ferme pour la détention de plusieurs milliers de pièces d'armes et d'une dizaine d'armes complètes, ainsi que pour la culture de 2 800 plants de cannabis dans le cadre d'une association de malfaiteurs. Spécialiste des armes, il était convoqué par la police, le jour du drame, pour un enlèvement. La veille, il avait viré de l'argent sur le compte en banque de sa compagne.
Dans la matinée du 13 décembre, il avait quitté son domicile proche du centre, muni d'un sac à dos contenant les armes et munitions. S'étant rendu dans le hangar dont il est propriétaire dans le quartier Saint-Léonard - où avaient été opérées les saisies d'armes et de cannabis en 2007 — il y avait perpétré un premier meurtre sur la personne de la femme de ménage de ses voisins, après l'avoir attirée au prétexte de lui fournir du travail. Il aurait alors quitté les lieux en voiture vers midi, garé son véhicule dans le parking souterrain de la place Saint-Lambert avant de se positionner sur la plate-forme surplombant la place et de se livrer à son forfait à 12 h 30.

### Victimes

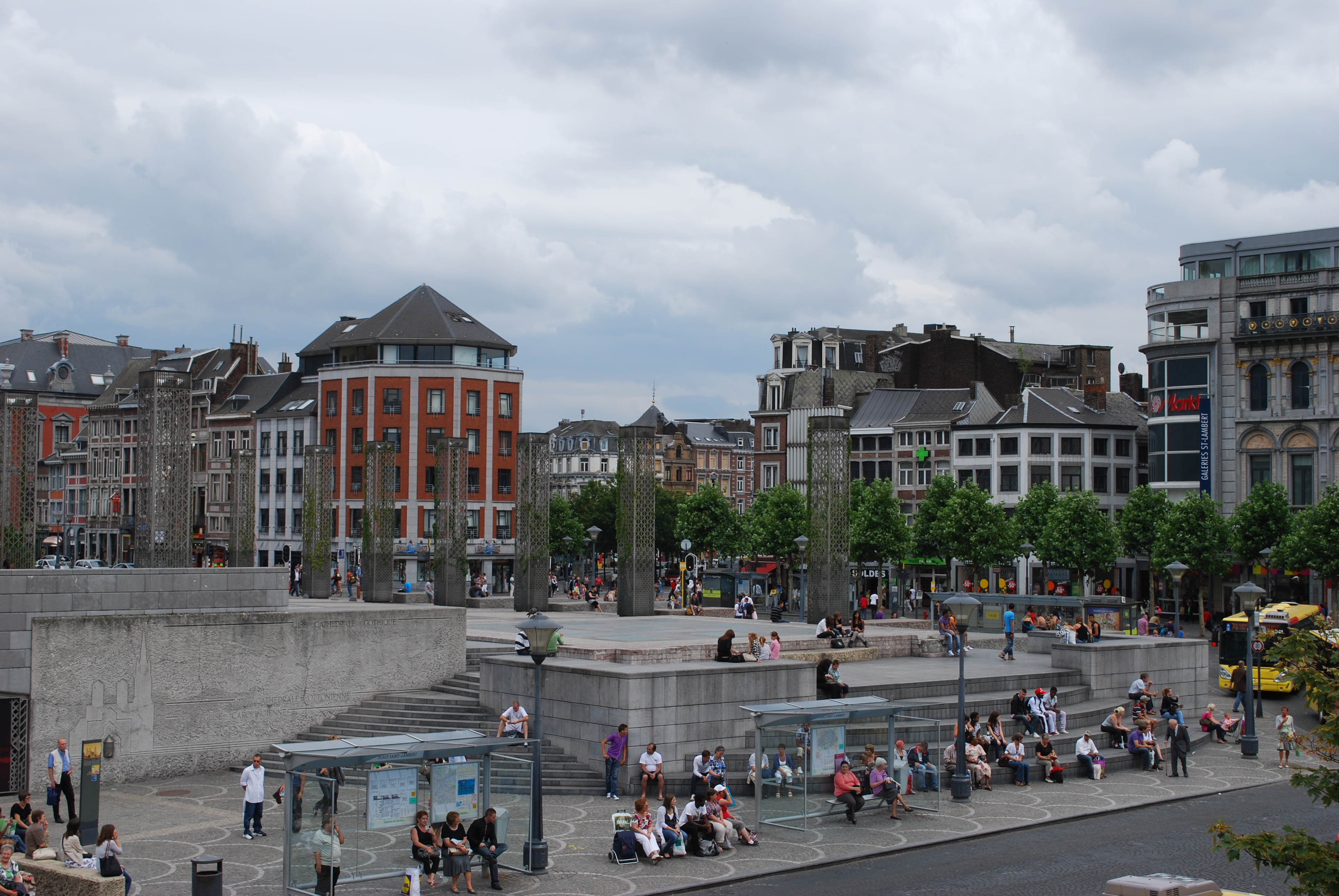
Arrêts de bus cible du tueur.

Le bilan ne cesse de s'alourdir au fil des heures pour atteindre le nombre de 6 morts et 125 blessés en fin de soirée, parmi lesquels de nombreux étudiants, de retour d'examens. Ces victimes sont atteintes de diverses manières allant de coupures occasionnées par les débris d'abribus, aux troubles respiratoires causés par l'explosion, aux lésions causées par les éclats de grenades ou aux blessures par balles. Un poste médical avancé est installé dans la cour du Palais de Justice tandis qu'un ballet d'ambulances répartit les blessés dans plusieurs hôpitaux de la région, mobilisés dans le cadre du plan MASH. Parmi les victimes décédées, Gabriel Leblond, un garçonnet de 17 mois, un lycéen de 15 ans, Mehdi Nathan Belhadj, et un autre de 17 ans, Pierre Gérouville. Cinq personnes sont gravement atteintes — plusieurs pronostics vitaux étant engagés — dont une dame âgée de 75 ans, Claudette Derimier (veuve Putzeys, ancienne professeur et directrice de l'ECCSA), qui décède le lendemain, et un jeune homme de 20 ans opéré à la tête, Laurent Kremer, qui décède le 23 décembre.
Ce n'est qu'en soirée, au cours de l'enquête, que les forces de l'ordre découvrent dans le hangar appartenant à Nordine Amrani le corps sans vie d'Antonietta Racano, une dame de 45 ans exécutée d'une balle dans la tête environ trois quarts d'heure avant la tuerie.
Six mois plus tard, le 2 juin 2012, la mère de Nathan Belhadj, Linda Pottier, met fin à ses jours.

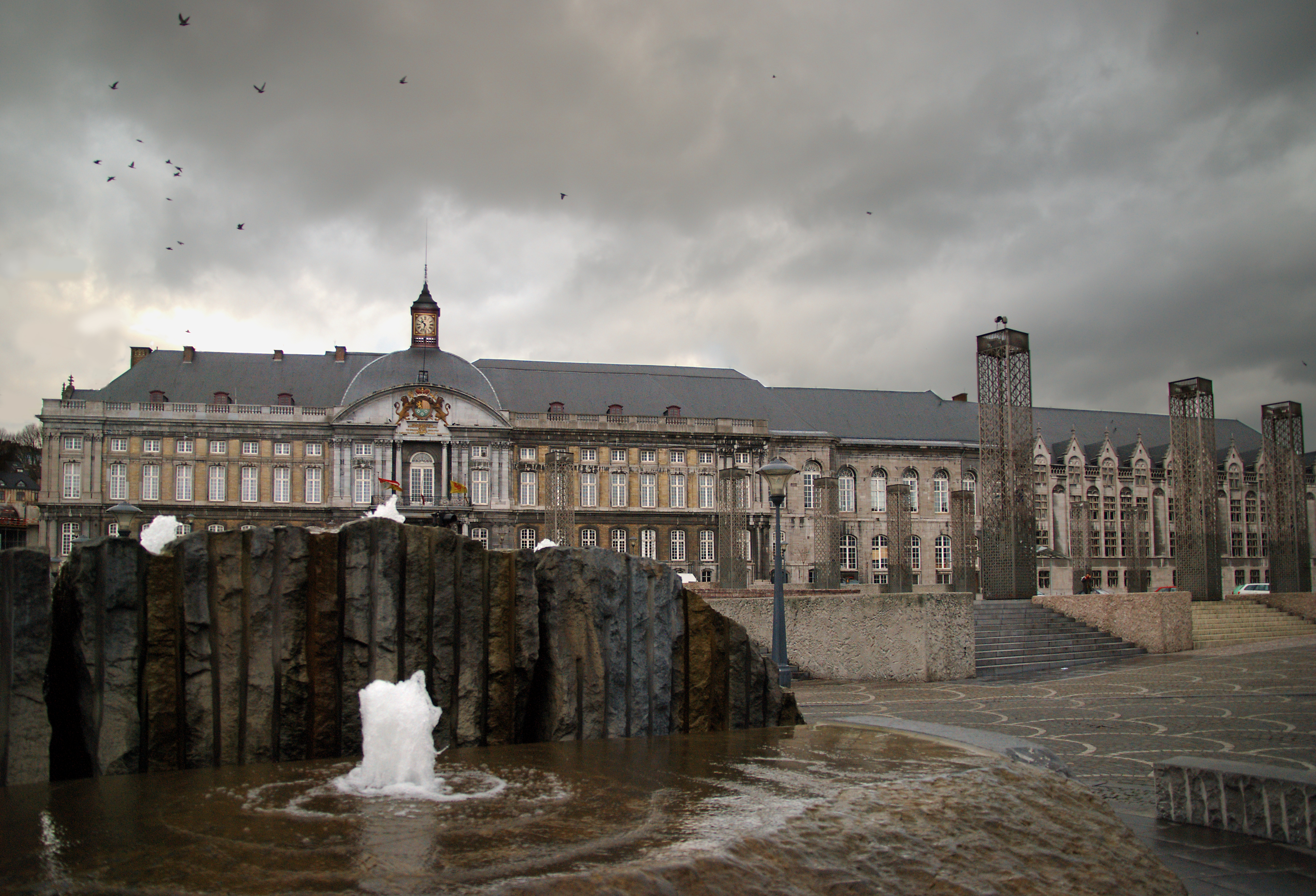
Place Saint-Lambert, Palais provincial.

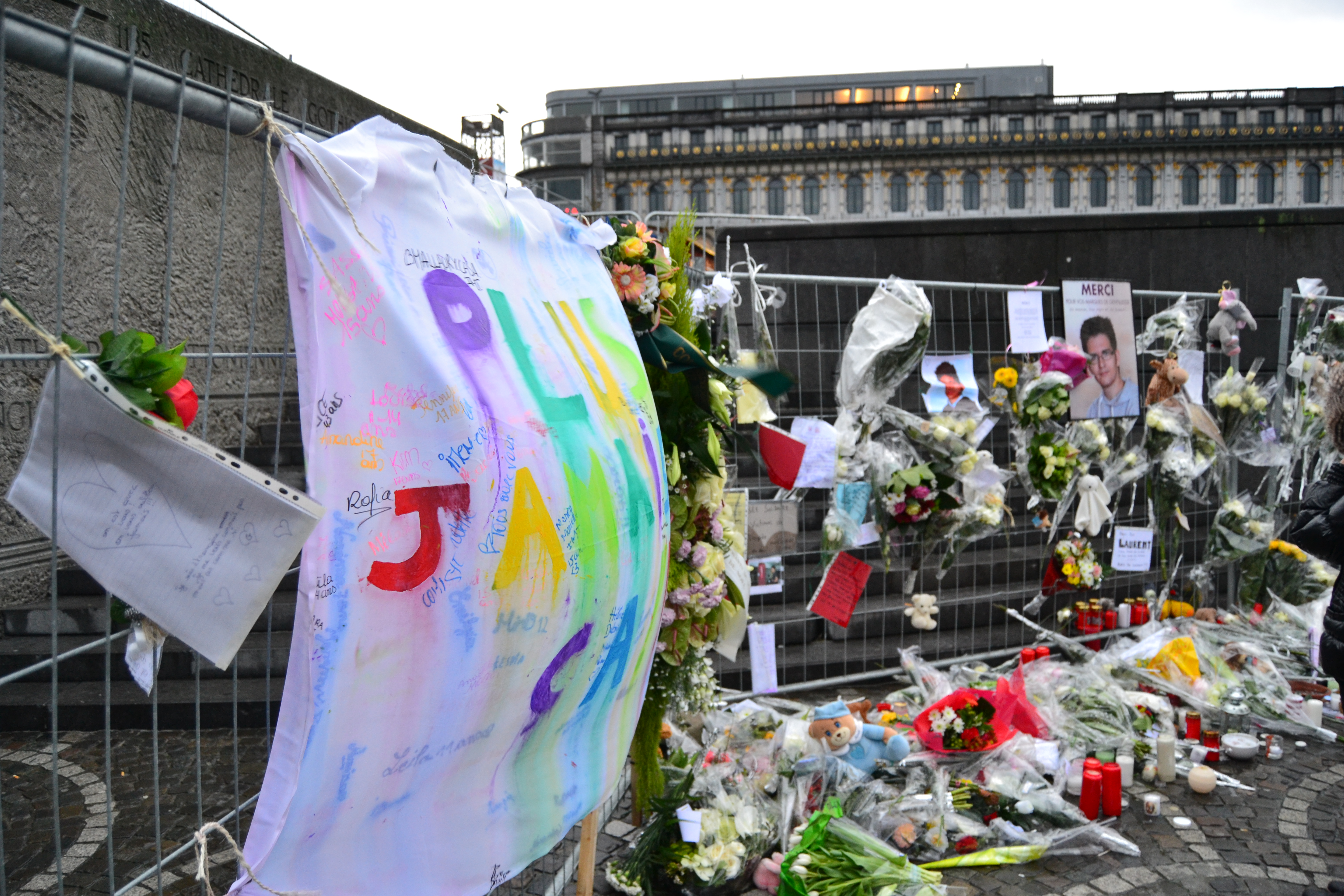
« Plus jamais ça ! », 3 jours plus tard.

## Réactions et commentaires officiels
Les réactions officielles sont nombreuses et diverses personnalités politiques belges se déplacent à Liège le jour même du drame. Outre le roi Albert II et son épouse Paola, une délégation du nouveau gouvernement belge se déplace dans la cité Ardente en fin d'après-midi, conduite par le Premier ministre belge Elio Di Rupo, accompagné des ministres Joëlle Milquet et Annemie Turtelboom. Le Ministre-Président de la Région wallonne et de la Fédération Wallonie-Bruxelles, Rudy Demotte, est également présent au côté du gouverneur de la Province de Liège, Michel Foret et du bourgmestre de la Ville de Liège, Willy Demeyer.
De l'étranger, l'État belge reçoit les condoléances à l'attention des familles des victimes de l'attentat de la part du Premier ministre britannique David Cameron et du président de l'Eurogroupe, et également premier ministre du Grand-Duché du Luxembourg, Jean-Claude Juncker. Du côté des institutions européennes, le président du Conseil européen, Herman Van Rompuy se dit « complètement bouleversé par les meurtres atroces », le président de la Commission européenne, José Manuel Barroso, « choqué et profondément attristé » tandis que le président du parlement européen, Jerzy Buzek dit être quant à lui « profondément consterné ».
Le Grand-Duc Henri de Luxembourg et son épouse transmettent pour leur part au couple royal belge leur « grande émotion » et associent le peuple luxembourgeois aux « sentiments de profonde sympathie et de compassion très émue ».
En France, le chanteur Damien Saez a écrit une chanson intitulée Ami de Liège en mémoire des victimes de la tuerie. Elle fait partie de son triple album Messina sorti le 17 septembre 2012 et se situe sur la septième plage du troisième disque.

### Documentaire télévisé
- « En plein cœur » le 5 décembre 2012 et 21 août 2013 puis « Liège, une tuerie annoncée » le 24 septembre 2014 dans Devoir d'enquête sur la Une (RTBF).

"Mécanique du crime" de la série "Investigation" diffusé sur Auvio depuis le 13/12/2023 